# 慶應義塾大学大学院医学研究科・医学部
慶應義塾大学医学部（けいおうぎじゅくだいがく いがくぶ、英称：Keio University School of Medicine）は、慶應義塾大学に設置されている医学部。慶應義塾大学大学院医学研究科（けいおうぎじゅくだいがくだいがくいんいがくけんきゅうか）は、医学を研究する慶應義塾大学の大学院。
略称は慶医（けいい）。

## 概要

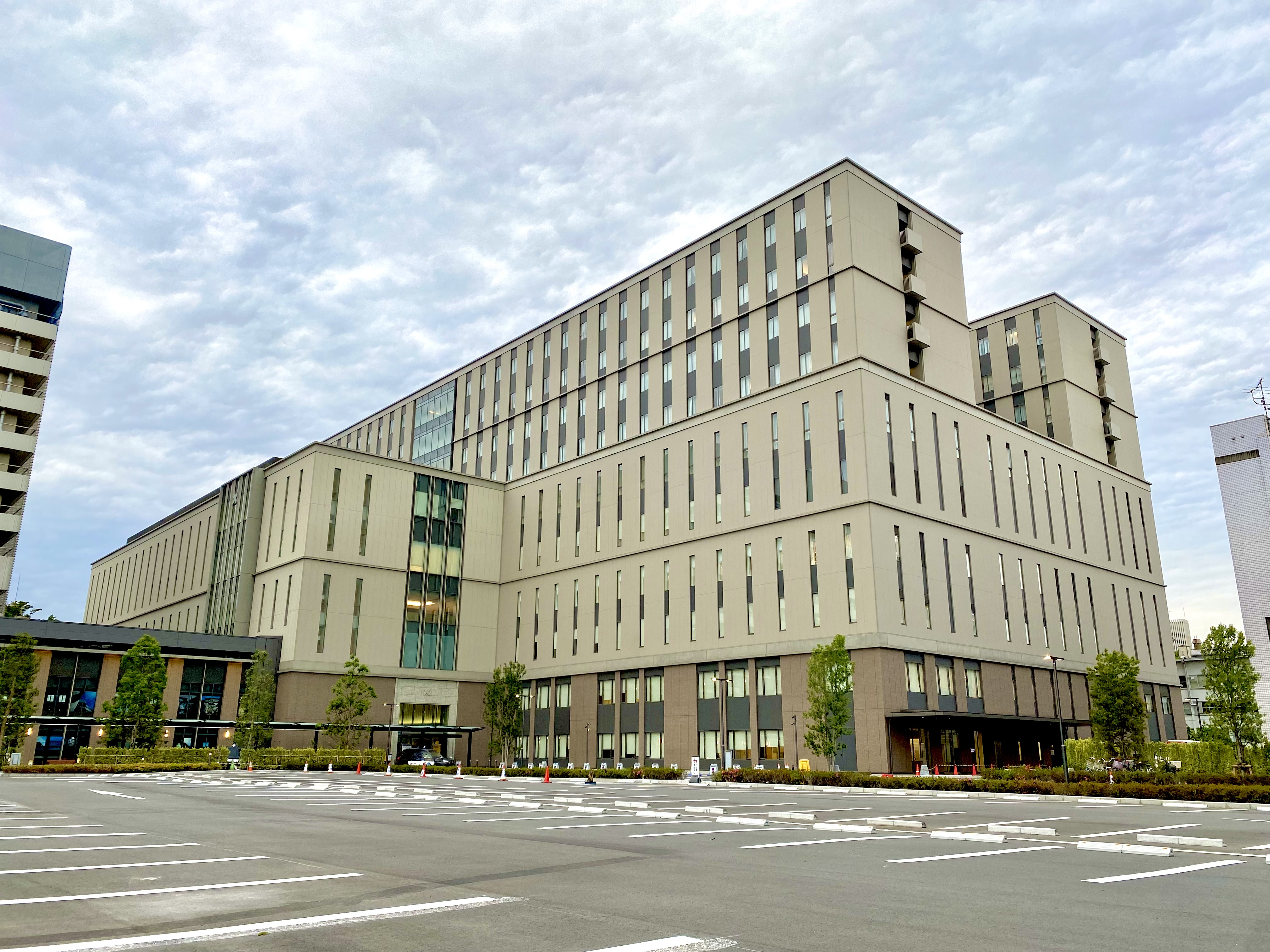
慶應義塾大学病院

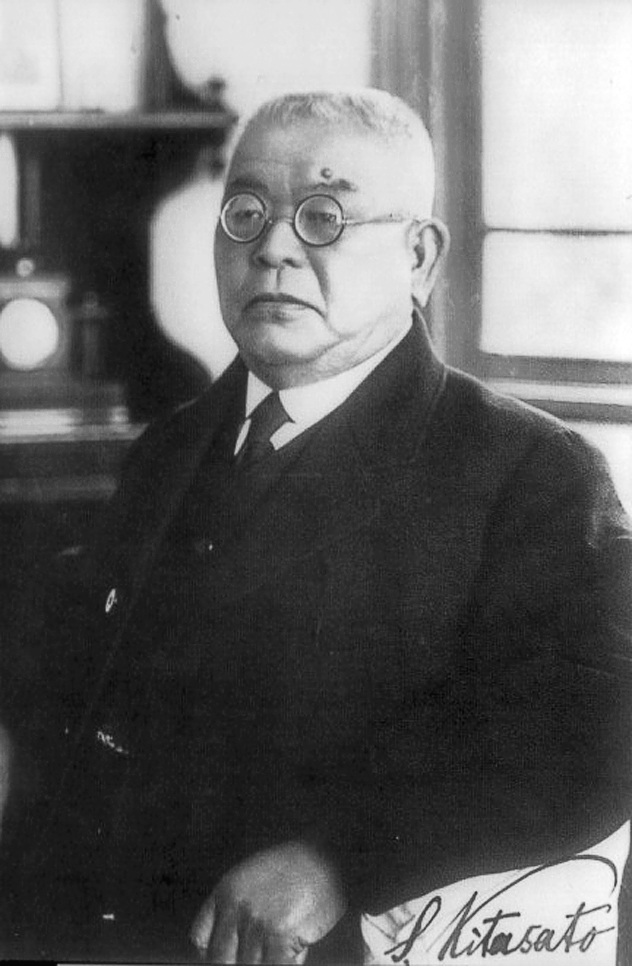
初代医学部長・北里柴三郎

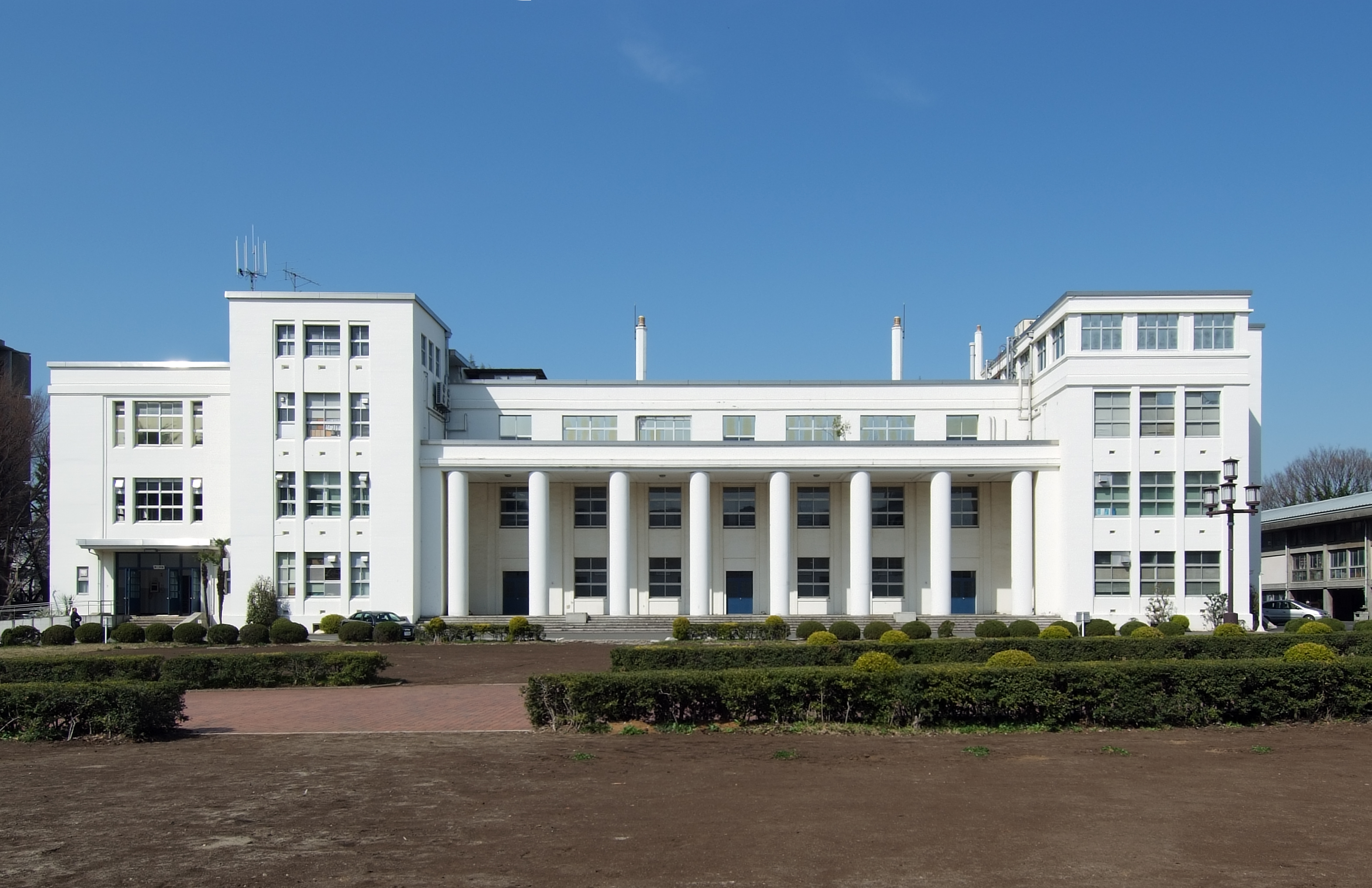
日吉第二校舎
旧制時代に医学部予科校舎として建設された。

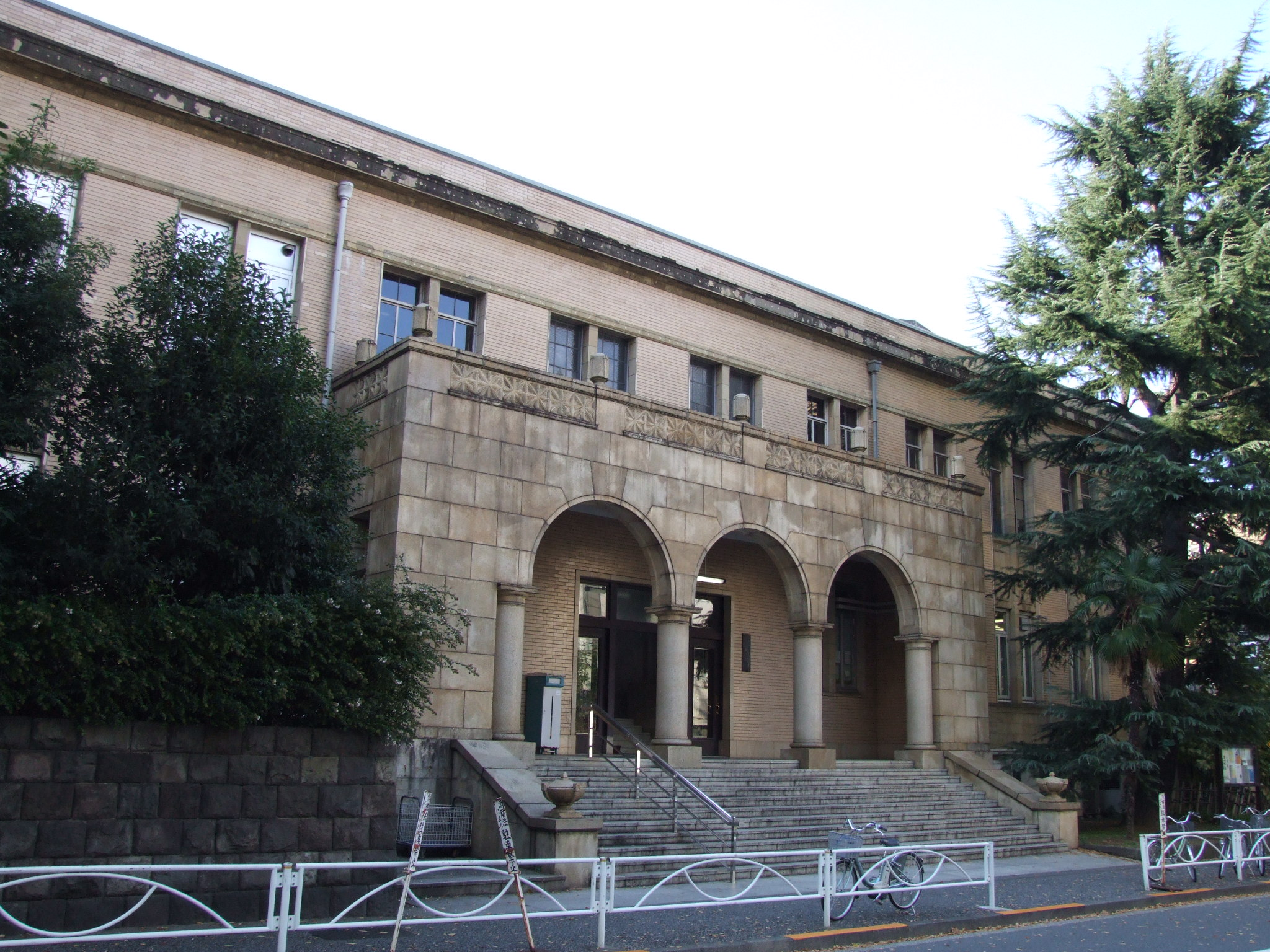
信濃町メディアセンター
（北里博士記念医学図書館）

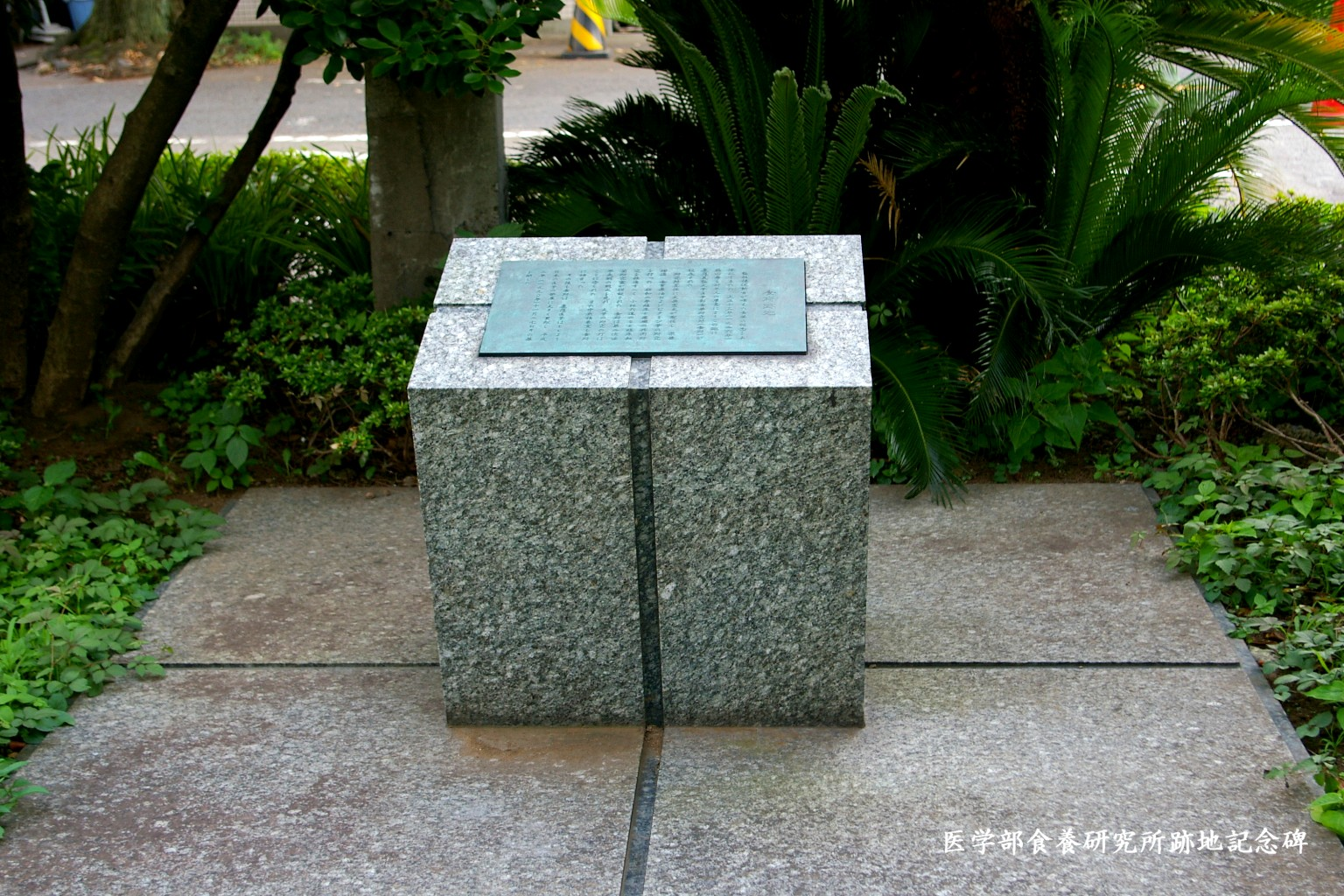
食養研究所跡地記念碑

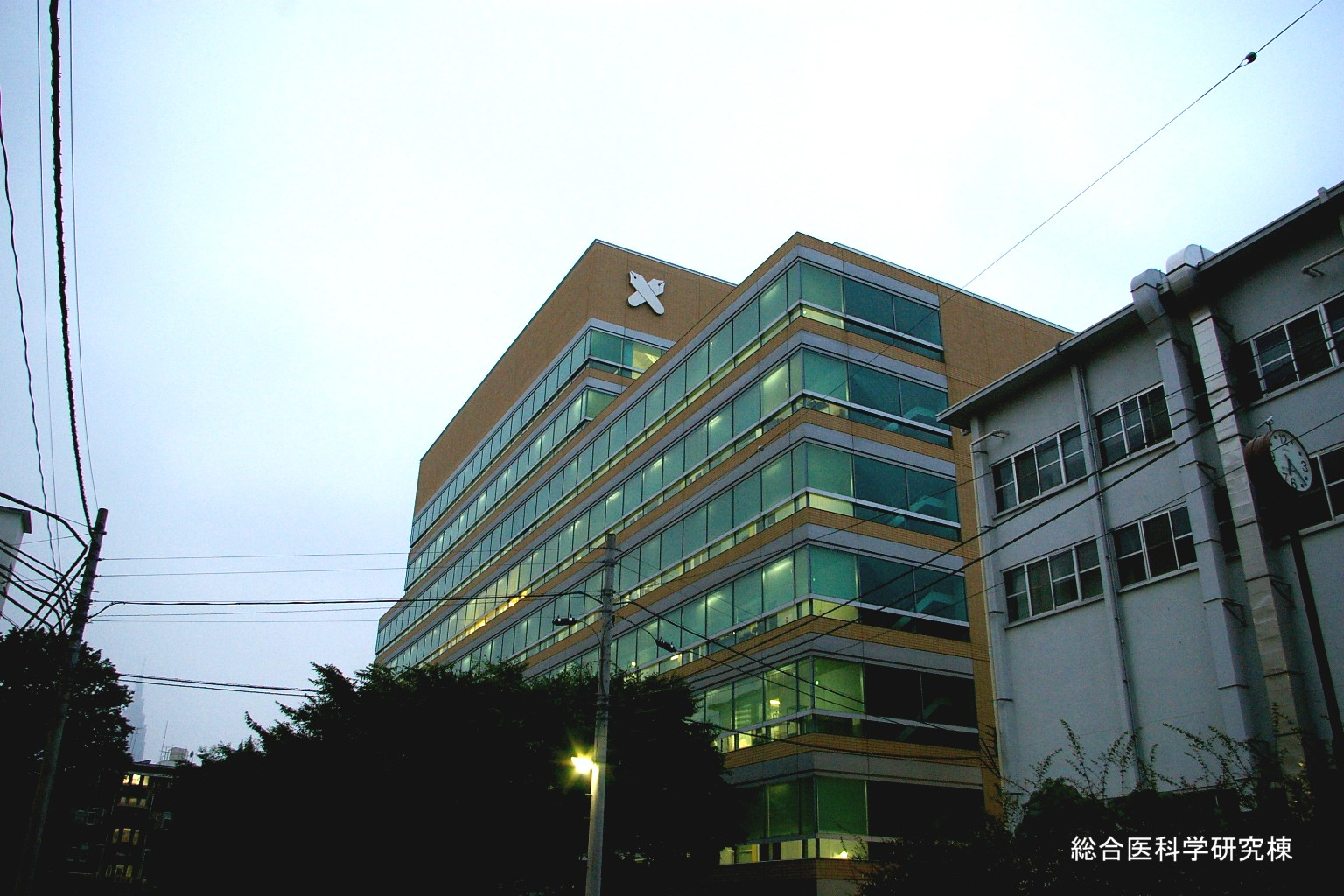
総合医科学研究棟

1917年（大正6年）、慶應義塾大学部に医学科が設置。創立に尽力した北里柴三郎が学長となった。1920年（大正9年）に慶應義塾大学医学部と改称、慶應義塾大学病院を開設した。
慶應義塾大学医学部は、福澤諭吉の「実学の精神」、「独立自尊」、「半学半教」の精神に加えて、北里柴三郎の「基礎臨床一体型医学・医療の実現」を教育方針に掲げ、「フィジシャン・サイエンティスト」の人材育成に取り組んでいる。
医学教育では、「自主学習プログラム」を設け、興味ある研究テーマについて学生たちが自ら設定し、第一線で活躍する研究者の指導を受け、基礎、臨床に関わる研究に主体的に取り組めるようにしている。
また、欧米各国への海外留学プログラムなどを用意している。
研究面では、医療系三学部連携による高度な医療研究、理工学部との医工連携では医学ロボットの開発などの共同研究、経済学部、文学部から健康マネジメント研究科、 政策・メディア研究科など様々な学部、研究科との連携では、現代の医療の諸問題の研究などが展開されている。
慶應義塾大学医学部は、日本全国に独自の医療ネットワークを作り、慶應義塾大学病院、卒業生と三四会のサポートによる100の関連病院、35の教育中核病院を用意している。
また、国内外の研究機関、海外の大学とも積極的に人材交流が行われている。

## 沿革
- 1873年（明治6年） 慶應義塾医学所を開設（その後、1880年（明治13年）に廃止）。
- 1917年（大正6年） 慶應義塾大学部に医学科を設置[1][注釈 1]。
- 1918年（大正7年） 医学科附属看護婦養成所（現在の慶應義塾大学看護医療学部）を設置[1]。
- 1919年（大正8年） 四谷区西信濃町に医学科新校舎を開設。看護婦養成所も同地に移転[6]。
- 1920年（大正9年） 大学部医学科を医学部に改組。慶應医学会発足[1]。大学病院を開設。初代医学部長兼病院長は北里柴三郎[1]。
- 1921年（大正10年） 和文学会誌『慶應医学』創刊（現在休刊中）[7]。
- 1922年（大正11年） 医学部附属産婆養成所を開設[1]。
- 1923年（大正12年） 関東大震災で大学病院が救護活動を行う[8]。
- 1926年（大正15年） 食養研究所を設立（1990年廃止）[1]。
- 1929年（昭和4年） 予防医学校舎竣工[1]。
- 1936年（昭和11年） 日吉第二校舎竣工[1]。高松宮・同妃が医学部を視察[9]。
- 1937年（昭和12年） 北里博士記念医学図書館竣工（1944年慶應義塾に寄贈）[10]。特殊薬化学研究所を設立（1997年廃止）[1]。
- 1941年（昭和16年） 月ヶ瀬温泉治療学研究所開設（1958年廃止）[1]。
- 1944年（昭和19年） 慶應義塾大学附属医学専門部を設置[11]。
- 1945年（昭和20年） 看護婦養成所と産婆養成所が合併し、看護婦産婆養成所となる[12]。空襲により四谷キャンパスと病院が被災[13]。
- 1946年（昭和21年） 学部1、2年と医学専門部を北多摩郡武蔵野町の武蔵野分校に移転[注釈 2]。予科を登戸仮校舎に移転（1949年まで）[15]。
- 1950年（昭和25年） 看護婦産婆養成所を厚生女子学院と改称[12]。
- 1952年（昭和27年） 新制大学医学部設置。旧制医学専門部廃止[11]。『The Keio Journal of Medicine（KJM)』（英文学会誌）創刊[7]。北里博士生誕百年記念式典を挙行（読売講堂）[16]。
- 1956年（昭和31年） 大学院医学研究科博士課程を開設[17]。武蔵野分校廃止。
- 1977年（昭和52年） 月が瀬リハビリテーションセンター開設（2011年閉院）[18]。
- 1978年（昭和53年） 第1回四谷祭を開催[19]。
- 1988年（昭和63年） 厚生女子学院を慶應義塾看護短期大学に改組。
- 1994年（平成6年） 大学院医学研究科修士課程を開設[20]。
- 1996年（平成8年） 慶應医学賞を創設[20]。
- 1999年（平成11年） 医学部食養研究所跡地記念碑を建立[21]。
- 2001年（平成13年） 慶應義塾看護短期大学を慶應義塾大学看護医療学部に改組。総合医科学研究センターを設立。
- 2008年（平成20年） 共立薬科大学との合併により慶應義塾大学薬学部を開設。
- 2011年（平成23年） 東日本大震災の被災地に救援医療団を派遣[22]。

## キャンパス
- 学部1年次：日吉キャンパス（神奈川県横浜市港北区日吉）
- 学部2 - 6年次：信濃町キャンパス（東京都新宿区信濃町）

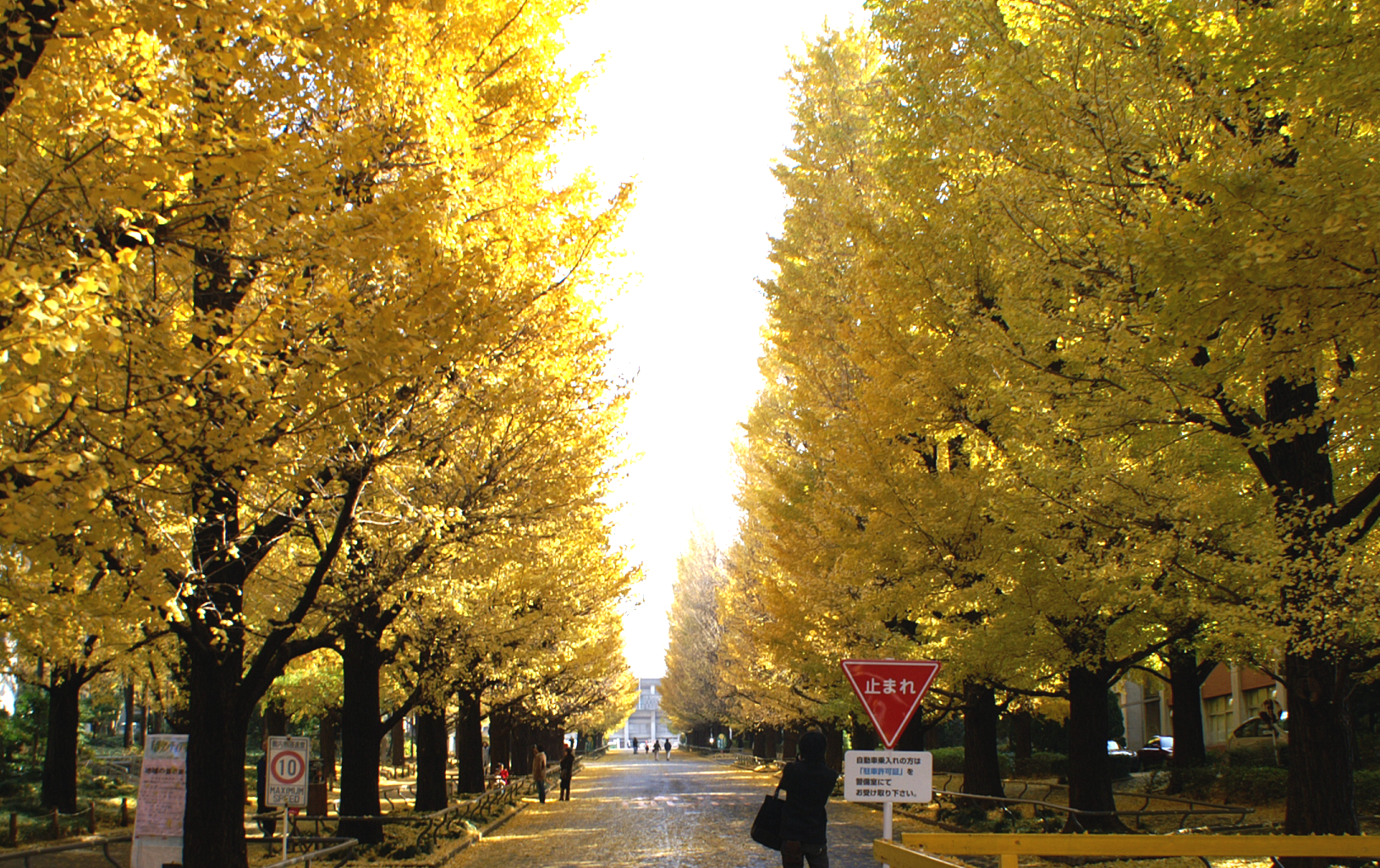
日吉キャンパス
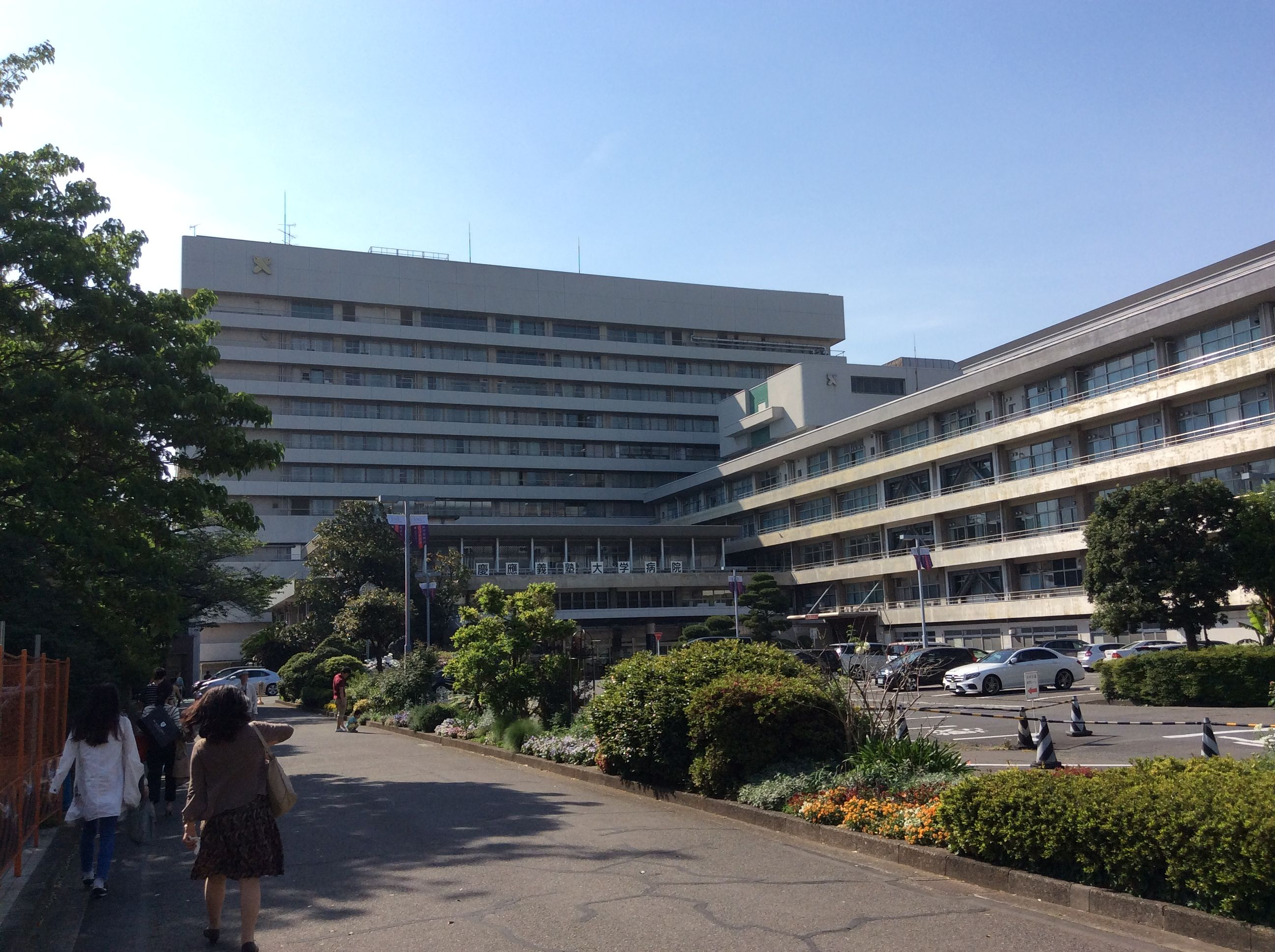
信濃町キャンパス

## 学生数
- 医学部入学定員113人[23]

## 研究所
- 慶應義塾大学総合医科学研究センター
- 慶應義塾大学医学化学イノベーションセンター
- 慶応義塾大学病院臨床研究推進センター

## 学部長
- 岡野栄之（2015年-2017年）
- 天谷雅行（2017年-2021年）
- 金井隆典（2021年-）

## 刊行物
慶應医学会は以下の刊行物を発行している。
- 「The Keio Journal of Medicine」（英文学会誌）

## 奨学金制度
慶応医学部には以下の奨学金制度が用意されている。
慶應義塾大学医学部人材育成特別事業奨学金
医学部の一般入学試験の成績上位者10名程度に、第1学年～第4学年の各年度で継続的に1人あたり年間200万円（総額800万円）を給付する大型奨学金。
学問のすすめ奨学金
慶応医学部の第1学年に入学を強く希望する日本国内（東京都・神奈川県・埼玉県・千葉県を除く）の高等学校出身者で、人物および学業成績が優秀であるにもかかわらず、経済的理由により本学への入学に困難を来している受験生に対し、経済支援を行うことを目的とした奨学金。

## 著名な出身者

### 政界・官界
- 新木一弘 - 国立病院機構理事長[26]
- 宇都宮啓 - 第15代厚生労働省健康局長
- 木村守江 - 公選第6-9代福島県知事、第4代全国知事会会長
- 羽生田進 - 科学技術政務次官（第1次大平内閣）、衆議院議員（2期）、自由民主党群馬県支部連合会副会長
- 水島広子 - 衆議院議員（2期）、日清製粉創立者正田貞一郎の曾孫
- 宮嵜雅則 - 国立保健医療科学院長、第16代厚生労働省健康局長
- 古川俊治 - 参議院議員、慶應義塾大学教授、弁護士

### 研究
- 池上直己 - 医療経済学、慶應義塾大学名誉教授
- 石川恭三 - 医学、杏林大学名誉教授
- 石川七郎 - 医学、元慶應義塾大学教授、元国立がんセンター総長、武田医学賞受賞
- 稲垣中 - 医学、青山学院大学教授
- 岩崎徹也 - 医学、東海大学名誉教授、岩崎書店創業者岩崎徹太の子
- 岩田敏 - 医学、元慶應義塾大学教授、国立がん研究センター中央病院感染症部長、元日本感染症学会理事長
- 牛場大蔵 - 医学、慶應義塾大学名誉教授
- 大久保利晃 - 公衆衛生学、元産業医科大学学長、元放射線影響研究所理事長
- 小薗康範 - 医学、青山学院大学教授
- 大西祥平 - 医学、元慶應義塾大学教授
- 大野裕 - 医学、元国立精神・神経医療研究センター認知行動療法センター所長
- 岡野栄之 - 医学、慶應義塾大学教授、紫綬褒章、井上学術賞受賞
- 岡本彰祐 - 医学、元神戸大学教授、サンケイ児童出版文化賞大賞受賞
- 岡本尚 - 医学、名古屋市立大学教授
- 小川郁 - 医学、慶應義塾大学教授
- 小此木啓吾 - 医学、元慶應義塾大学教授、元日本精神分析学会会長
- 小倉清 - 医学、精神分析家、元東京大学医学部講師、元日本精神分析協会会長
- 籠山京 - 衛生学、上智大学名誉教授
- 上島国利 - 医学、国際医療福祉大学教授
- 狩野力八郎 - 医学、元東京国際大学教授
- 神庭重信 - 医学、九州大学教授、日本精神神経学会理事長
- 河瀬斌 - 医学、慶應義塾大学名誉教授
- 神野哲夫 - 医学、藤田保健衛生大学教授
- 北島政樹 - 医学、慶應義塾大学名誉教授、国際医療福祉大学名誉学長
- 小泉周 - 生理学、自然科学研究機構特任教授
- 小林弘祐 - 医学、北里大学学長、北里研究所理事長
- 近藤誠 - 医学、元慶應義塾大学専任講師、菊池寛賞、文藝春秋読者賞受賞
- 佐々木直亮 - 疫学、弘前大学名誉教授
- 佐野公俊 - 医学、藤田保健衛生大学名誉教授
- 鈴木清 - 医学、青山学院大学名誉教授
- 古賀良彦 - 医学、杏林大学名誉教授
- 佐々木正五 - 医学、慶應義塾大学名誉教授、元日本細菌学会理事長
- 島悟 - 医学、元京都文教大学教授
- 末松誠 - 医学、慶應義塾大学教授、日本医療研究開発機構初代理事長
- 白波瀬丈一郎 - 医学、慶應義塾大学特任准教授
- 古茶大樹 - 医学、聖マリアンナ医科大学教授
- 高田明和 - 医学、浜松医科大学名誉教授
- 立花政夫 - 心理学、東京大学名誉教授
- 武田純三 - 医学、慶應義塾大学教授、元日本麻酔科学会理事長
- 龍野一雄 - 医史学、元帝国学士院会員、日本東洋医学会初代会長
- 土屋雅春 - 医学、慶應義塾大学名誉教授、レジオン・ド＝ヌール勲章受章
- 坪田一男 - 医学、慶應義塾大学教授
- 長島正治 - 医学、杏林大学名誉教授
- 仲嶋一範 - 医学、慶應義塾大学教授
- 鍋田恭孝 - 医学、立教大学名誉教授
- 野村総一郎 - 医学、防衛医科大学校教授
- 馬場謙一 - 医学、元横浜国立大学教授、元北里大学学長、元北里研究所所長、日本学士院賞受賞、紫綬褒章受章
- 羽坂勇司 - 細菌学、元青山学院理事長
- 林峻一郎 - 医学、元北里大学教授、小説家木々高太郎の長男
- 原科孝雄 - 医学、元埼玉医科大学教授
- 原島進 - 衛生学、慶應義塾大学名誉教授
- 比企能樹 - 医学、北里大学名誉教授
- 福田恵一 - 医学、慶應義塾大学教授、ベルツ賞、文部科学大臣表彰科学技術賞受賞
- 藤田敏郎 - 医学、東京大学名誉教授、元日本内科学会会頭、元日本腎臓学会会長、紫綬褒章受章
- 保崎秀夫 - 医学、慶應義塾大学名誉教授
- 堀内一弥 - 衛生学、元大阪市立大学教授
- 本間光夫 - 医学、慶應義塾大学名誉教授
- 幕内博康 - 医学、東海大学教授
- 松林久吉 - 医学、元慶應義塾大学教授、防衛医科大学校初代学長、元防衛庁顧問
- 丸田俊彦 - 医学、メイヨー・クリニック名誉教授
- 丸山弘志 - 工学、元日本国有鉄道鉄道技術研究所所長、元文部科学省参与
- 御子柴克彦 - 神経科学、東京大学名誉教授、日本学士院賞、上原賞受賞、紫綬褒章受章
- 水原春郎 - 医学、元聖マリアンナ医科大学教授、俳人、元俳人協会顧問、俳人・医師水原秋桜子の長男
- 皆川邦直 - 医学、法政大学教授
- 宮岡等 - 医学、北里大学教授
- 森口幸雄 - 医学、南大河州カトリック大学教授、南大河名誉州民、ブラジル老年医学会功労賞受賞
- 八十島信之助 - 法医学、札幌医科大学名誉教授
- 山口建 - 医学、静岡県立静岡がんセンター初代総長、高松宮妃癌研究基金学術賞
- 吉村泰典 - 医学、慶應義塾大学名誉教授、内閣官房参与、元日本産科婦人科学会理事長
- 渡辺久子 - 医学、元慶應義塾大学専任講師、世界乳幼児精神保健連合副会長
- 渡邊力 - 医学、元慶應義塾大学教授
- 渡邊昌 - 病理学、元国立健康・栄養研究所理事長

### 臨床
- 末舛恵一 - 外科、元国立がんセンター総長、第9代東京都済生会中央病院院長
- 武見太郎 - 医師、元武見診療所所長、元世界医師会会長、元日本医師会会長
- 村瀬敏郎 - 医師、元村瀬医院院長、元日本医師会会長
- 河北博文 - 医師、河北総合病院理事長、渋沢栄一賞受賞
- 五十嵐健祐 - 内科、お茶の水内科院長、デジタルハリウッド大学特任准教授
- 土屋了介 - 外科、元国立がんセンター中央病院院長、癌研究会顧問
- 渡邊昌彦 - 消化器外科、北里研究所病院内視鏡手術センター長
- 高島重孝 - 皮膚科、元国立療養所長島愛生園園長、元国立駿河療養所所長
- 河合洋 - 精神科、元国立小児病院精神科医長
- 藤澤大介 - 精神科、国立がん研究センター東病院精神腫瘍科病棟医長
- 澤温 - 精神科、さわ病院院長、奈良県立医科大学臨床教授、藍綬褒章受章
- 斎藤学 - 精神科、學風会斎藤學診療所所長
- 八木剛平 - 精神科、おおぞらクリニック院長、慶應義塾大学客員教授
- 守屋直樹 - 精神科、渋谷もりやクリニック院長
- 柏瀬宏隆 - 精神科、碧水会長谷川病院院長
- 中村希明 - 精神科、川崎市立井田病院精神科部長
- 武田専 - 精神科、元慶神会武田病院理事長、元大崎グループ名誉会長
- 吉見信一 - 小児科、吉見小児科医院長、元大日本帝国海軍少将
- 細江静男 - 医師、「ブラジルのシュバイツァー」、日本医師会最高功労賞受賞
- 松崎陽 - 軍医、元大日本帝国陸軍軍医少将、元蒙古軍最高顧問

### 文化
- 木々高太郎 - 推理作家、詩人、生理学者、元慶應義塾大学教授、直木賞、第1回探偵作家クラブ賞短篇賞受賞
- なだいなだ - 作家、評論家、精神科医、元明治学院大学教授、毎日出版文化賞受賞
- 宗谷真爾 - 小説家、小児科医、中央公論新人賞、農民文学賞受賞
- 椿八郎 - 作家、眼科医、元東京電力病院眼科医長、日本医科芸術クラブ大賞受賞
- 浅田晃彦 - 小説家、医師、元横川鉄道診療所所長
- 岡井隆 - 歌人、詩人、日本藝術院会員、文化功労者、紫綬褒章受章、現代短歌大賞受賞
- 中野嘉一 - 詩人、精神科医、日本詩人クラブ賞受賞
- 斎藤茂太 - エッセイスト、精神科医、元日本旅行作家協会会長
- 向井万起男 - エッセイスト、元慶應義塾大学准教授、講談社エッセイ賞受賞
- 鄭敬謨 - 評論家、元大韓民国政府技術顧問
- 湯浅譲二 - 作曲家、元カリフォルニア大学サンディエゴ校教授、日本芸術院賞恩賜賞受賞、文化功労者、紫綬褒章受章
- 佐藤慶次郎 - 作曲家、造形芸術家、ISCM国際現代音楽祭入選
- 小森昭宏 - 作曲家、脳外科医、元楽譜コピー問題協議会代表幹事、サトウハチロー賞受賞
- 宮田重雄 - 画家、俳優、医師

### その他
- 窪田良 - Acucela創業者・CEO、須田賞受賞
- 城野親德 - ドクターシーラボ創業者・会長、アジア開発キャピタル個人筆頭株主
- 佐佐木吉之助 - 元桃源社社長
- 田中豊 - 病院経営コンサルタント、プライスウォーターハウスクーパース顧問
- 福田千晶 - 健康科学アドバイザー
- 向井千秋 - 宇宙飛行士、東京理科大学副学長、日本学術会議副会長
- 古田京 - ラグビー選手、元7人制ラグビー男子日本代表
- 志村祥瑚 - マジシャン、医師
- 林郁夫 - 元オウム真理教「治療省大臣」、元オウム真理教附属医院院長、地下鉄サリン事件実行犯